# Rodney Ubbergen
Rodney Ubbergen (* 6. dubna 1986, Amsterdam, Nizozemsko) je nizozemský fotbalový brankář se surinamskými kořeny, který v současné době působí v klubu FC Oss.

## Klubová kariéra
V profesionálním fotbale debutoval 24. 11. 2006 v dresu RBC Roosendaal proti FC Dordrecht (výhra 3:2).